# كاندومبلي كيتو
كاندومبلي كيتو أكبر فرع (أو أمة) من الكاندومبلي، وهو دين يمارس في البرازيل والأرجنتين والأوروغواي. تعني كلمة كاندومبلي «الرقص الشعائري أو الاجتماع تعظيمًا للآلهة»، وكلمة كيتو هي اسم إقليم كيتو في بنين. ولغتها الطقوسية تسمى لغة الإيوروبا أو الناغو، وهي لهجة من لغة اليوروبا. تطور دين كاندومبلي كيتو في أوائل القرن التاسع عشر وحاز أهمية كبيرة في الإرث الحضاري البرازيلي في القرن العشرين.

## التاريخ
الكيتو نظام معتقدات يمزج الأساطير اليوروبية (التي جاء بها إلى العالم الحديث العبيد اليوروبيون) بالمسيحية وبتقاليد الأمريكيين الأصليين. تطور الكيتو تحت حكم الإمبراطورية البرتغالية. حمل اليوروبيون معهم تقاليد دينية، منها نظام حضرة وعرافة للاتصال مع أسلافهم وآلهتهم، والتضحية بالحيوانات، والطبل والرقص المقدّسان. تشتبك أصول الكيتو بالأخويات الدينية والخيرية التي كانت تنظمها الكنيسة الرومانية الكاثوليكية بين العبيد اليوروبيين، منها نظام سيدتنا صاحبة الموت الصالح (نوسا سنهورا دا بوا مورت) للنساء، ونظام سيدنا صاحب الشهادة (نوسو سنهور دوس مارتيريوس) للرجال. تزايدت شعبية الدين بين العبيد لأنه كان طريقة للعبيد اليوروبيين يحافظون بها على حضاراتهم ويعبرون عن استقلالهم.
حازت كثير من دور العبادة التابعة لفرع الكيتو من الكاندومبلي مكانةً تاريخية وحماية حكومية من المؤسسة الوطنية للإرث التاريخي والفني. كان إيلي أكسي إيا ناسو أوكا في السلفادور أول دار عبادة كاثوليكية غير رومانية وأول دار عبادة إفريقية برازيلية توضع تحت حماية الإرث الحضاري في البرازيل. وفي دولة باهيا حاز دار عبادة إيلي أودو أوغي، أو تيريريو بيلاو دو براتا، وضع الحماية الإرثية أيضًا.

## الشعائر الدينية
لما كان الكيتو أكبر فروع دين الكاندومبلي، كان لأصوله أثر كبير على الدين ككلّ. تتعدد فروع دين الكاندومبلي، ولكن معتقداته المؤسسة واحدة. تختلف هذه الفروع على الأسماء والأغاني والشعائر التي لا تعتمد على نص مقدس مكتوب. لكل فرع إله فريد تحت الإله الأعلى أولودومار، يُرى أنه لا مثيل له وأنه فوق الوجود كلّه. تسمى آلهة الكيتو أوريشا (جمع ومفرد). يتحكم الأوريشا بأقدار البشر ويتصرفون بوصفهم حماةً لهم. تمثل الأوريشا أيضًا قوى مختلفة في الطبيعة والمآكل والألوان والحيوانات وأيام الأسبوع.
يولي الكيتو أهمية لرواية حكايات الكاندومبلي والقرابين الحيوانية. يفتَرض أن تكون رواية الحكايات على نحو واضح ودقيق من أجل أن تمرر إلى الأجيال القادمة. تقرَّب الخنازير والماعز والأبقار والخرفان والدجاج عادةً. تعتبر الحيوانات مقدسة، لذا فالتضحية بها عادةً وسيلة لنقل الطاقة بين الطبيعة والبشر والأوريشا.

## المقاومة الكاثوليكية
واجه الكيتو مقاومة كاثوليكية كبيرة بسبب الاعتقاد بأنه من عمل الشيطان. كثيرًا ما أدخَل العبيد قديسين كاثوليكيين في طائفتهم من أجل أن يحافظوا على سرّيّة شعائرهم. أراد الكاثوليك أن يحولوا العبيد إلى دينهم وخافوا الانتقام إذا أصبح العبيد مستقلين عنهم استقلالًا كبيرًا.